# Triangulocypris laeva
Triangulocypris laeva är en kräftdjursart som först beskrevs av H.S. Puri 1960.  Triangulocypris laeva ingår i släktet Triangulocypris och familjen Candonidae. Inga underarter finns listade i Catalogue of Life.